# 何琪枝
何琪枝（？—？），字伯玉，南直隶苏州府昆山县人，明朝政治人物。

## 生平
万历二十五年（1597年）丁酉科应天乡试舉人，二十九年（1601年）辛丑科進士，由应天教授历助教，升刑部主事。当提牢日，必亲视疾苦，狱卒黄龙素虐囚而取其财，有以直言下狱者，龙酷取如故，闻琪枝将治之，箧金珠营求免。琪枝白尚书以闻，磔于市，都人称快。将调吏部，病卒。琪枝性孝友，事伯父如父，弟夭，善成其妇之节。与叶向高、顾宪成、刘宗周诸寿贤为师友，以名节相砥砺，立朝风义卓然。妾戴氏，死于清初乙酉战乱。